# كالاي

كالاي هي بلدة تقع في إقليم ساجينغ، ميانمار .